# Omar Guzmán
Omar Guzmán (Ciudad de México, 1955) es un compositor, pianista, director musical y arreglista mexicano. 

## Estudios
Comenzó a tomar clases particulares de piano a los ocho años de edad, no obstante no continuó, fue así que decidió de los 8 a 14 años estudiar de manera autodidacta, tocando de oído piezas que escuchaba a través del tocadiscos. A los 14 años de edad ya tenía aproximadamente 200 piezas como parte de su repertorio, conformado éste por una gran variedad de estilos.  
Tiempo después decide estudiar música formalmente y entra al Propedéutico de la Escuela Nacional de Música, es ahí donde se enamora de los compositores académicos como Chopin, Beethoven, Ravel, Debussy; al mismo tiempo comienza a adentrarse en el mundo del jazz, escuchando a Chick Corea, Oscar Peterson, y demás grandes pianistas exponentes de este género.
Posteriormente realiza estudios de piano en la Escuela Nacional de Música en los años de  1972-1976,  continuando se preparación en el Conservatorio Nacional de Música y a continuación realiza estudios de pedagogía musical en el Conservatorio Franz Liszt de Budapest, Hungría en 1980.

## Trayectoria artística
Su obra es amplia y versátil, resultado de un oído nutrido de infinidad de ritmos que ha ido recolectando por todos aquellos países a los que ha llevado su música. Compositor, director musical, arreglista y productor, Omar Guzmán es de esos artistas fructíferos, incansable en ideas, que vive el proceso de composición como un acto amoroso. 
Durante 15 años (1982-1997) fue director musical de la cantante Eugenia León, a la que le produjo varios discos y compuso arreglos , como el que realizó a Un mundo raro y del que Lola Beltrán expresó: "Con ese arreglo, esta canción ganó 100 años más de vida".
Pero si la mancuerna León-Guzmán funcionó como un sólido eslabón creativo, este compositor encontró a alguien con el que establecería otra fértil relación artística: Jaime Humberto Hermosillo. A este director cinematográfico le musicalizó gran parte de su obra, obteniendo dos Arieles por sus composiciones para las películas Escrito en el cuerpo de la noche (2000) y Exxxorcismos (2002).
En su faceta de productor discográfico, Guzmán ha trabajado con intérpretes como Lluvia Rey, Georgina Meneses, Armando Rosas y Susana Harp. Desde hace cinco años se encarga de la dirección musical de la cantante Rocío Dúrcal y es asesor de la obra de Francisco Gabilondo Soler, Cri Cri. 
En 2004 y después de haber trabajado durante tantos años "para terceros", decide sacar un disco instrumental de su propia autoría, en el cual desempolva diferentes piezas de su trayectoria musical y nos pasea por casi dos décadas de su composición. 
El disco, titulado Giróscopo, es un convergir de influencias musicales y experiencias personales que invitan a dejarse llevar por distintas sensaciones. Con un evidente cimiento clásico y academicista, predomina el sonido de los sintetizadores que amalgaman con naturalidad instrumentos tan diversos como el oboe, la marimba o la zampoña. Por la música de este compositor transitan imágenes, casi cinematográficas, que transportan por diferentes geografías musicales, apeándose inevitablemente en los ritmos tradicionales mexicanos, vistos por Guzmán como un filón creativo todavía poco explorado por nuestros músicos.
Ha realizado la música para puestas en escena. Para cine, ha compuesto la música original de seis cortometrajes y de 12 largometrajes.
Estos últimos años ha sido jurado del Fondo Nacional para la Cultura y las Artes (FONCA) y en 2019 hizo los arreglos musicales del concierto de inauguración en el Mérida Fest 2019.
Actualmente Guzmán es miembro activo de la Academia Mexicana de Artes y Ciencias Cinematográficas y es director académico de la escuela de música DIM (Desarrollo Integral Musical).

## Discografía
- Disco "Giróscopo" - Publicado en 2004[3]

## Filmografía
| Año  | Título                                                                             | Profesión                                        |
| 1992 | La tarea prohibida                                                                 | Compositor                                       |
| 1997 | De noche vienes, Esmeralda                                                         | Compositor                                       |
| 2004 | El Edén El misterio de los almendros Exxxorcismos                                  | Compositor                                       |
| 2009 | El informe Toledo (documental)                                                     | Editor                                           |
| 2014 | Eco de la montaña (documental) Navajazo (documental) H2Omx (documental)            | Editor                                           |
| 2014 | Navajazo (documental)                                                              | Guionista                                        |
| 2016 | William, el nuevo maestro de judo                                                  | Director Editor Guionista Departamento de sonido |
| 2017 | Potentiae (documental) Summers Underwater                                          | Editor                                           |
| 2018 | Una corriente salvaje (documental) La camarista Está todo bien (documental)        | Editor                                           |
| 2018 | Crimen por omisión                                                                 | Compositor                                       |
| 2019 | Sísifos (documental) Niña sola (documental) En el murmullo del viento (documental) | Editor                                           |

## Premios y nominaciones
| Año  | Premio              | Categoría                        | Película                         | Director                  |
| ---- | ------------------- | -------------------------------- | -------------------------------- | ------------------------- |
| 1992 | Ariel               | Nominación                       | Tequila                          | Rubén Gámez               |
| 2001 | Ariel               | Mejor música compuesta para cine | Escrito en el cuerpo de la noche | Jaime Humberto Hermosillo |
| 2003 | Ariel               | Mejor música compuesta para cine | Exxxorcismos                     | Jaime Humberto Hermosillo |
|      | Pantalla de Cristal | Mejor música original            | Exxxorcismos                     | Jaime Humberto Hermosillo |